# Новоусмановский сельсовет
Новоусмановский сельсове́т (баш. Яңы Уҫман ауыл советы) — упразднённая в 2008 году административно-территориальная единица и сельское поселение (тип муниципального образования) в составе Чишминского района Башкортостана. Объединён с сельским поселением Шингак-Кульский сельсовет. Административный центр — деревня Новоусманово.
Код ОКАТО — 80257852000.

## География
Протекает река Дёма.

### Географическое положение
На 2008 год граничил с муниципальными образованиями: Благоварский район, Дурасовский сельсовет, Чишминский сельсовет, Сафаровский сельсовет, Шингак-Кульский сельсовет (Приложение 52м к Закону Республики Башкортостан от 17.12.2004 N 126-з (ред. от 19.11.2008) «О границах, статусе и административных центрах муниципальных образований в Республике Башкортостан»).

## Состав
- д. Новоусманово — административный центр,
- д. Верхнехозятово,
- д. Дмитриевка,
- д. Екатеринославка,
- д. Пасяковка,
- д. Среднеусманово,
- д. Среднехозятово.

## История
Образован в ноябре 2002 года путём разделения Дурасовского сельсовета и выделения деревень Дмитриевка, Новоусманово, Среднеусманово, Верхнехозятово, Среднехозятово, Екатеринославка, Пасяковка, Ябалаклы.  Центром стала деревня Дмитриевка.  
В 2004 году согласно Закону Республики Башкортостан от 17.12.2004 г № 125-З «Об изменениях в административно-территориальном устройстве
Республики Башкортостан, изменениях границ и преобразованиях муниципальных образований в Республике Башкортостан» село Ябалаклы Новоусмановского сельсовета Чишминского района передано в состав территории Шингак-Кульского сельсовета Чишминского района.
В 2008 году произошло объединение Новоусмановского и Шингак-Кульского сельсоветов с сохранением наименования «Шингак-Кульский» (Закон Республики Башкортостан от 19.11.2008 N 49-з «Об изменениях в административно-территориальном устройстве Республики Башкортостан в связи с объединением отдельных сельсоветов и передачей населённых пунктов»).